# Kirche des seligen Jurgis Matulaitis

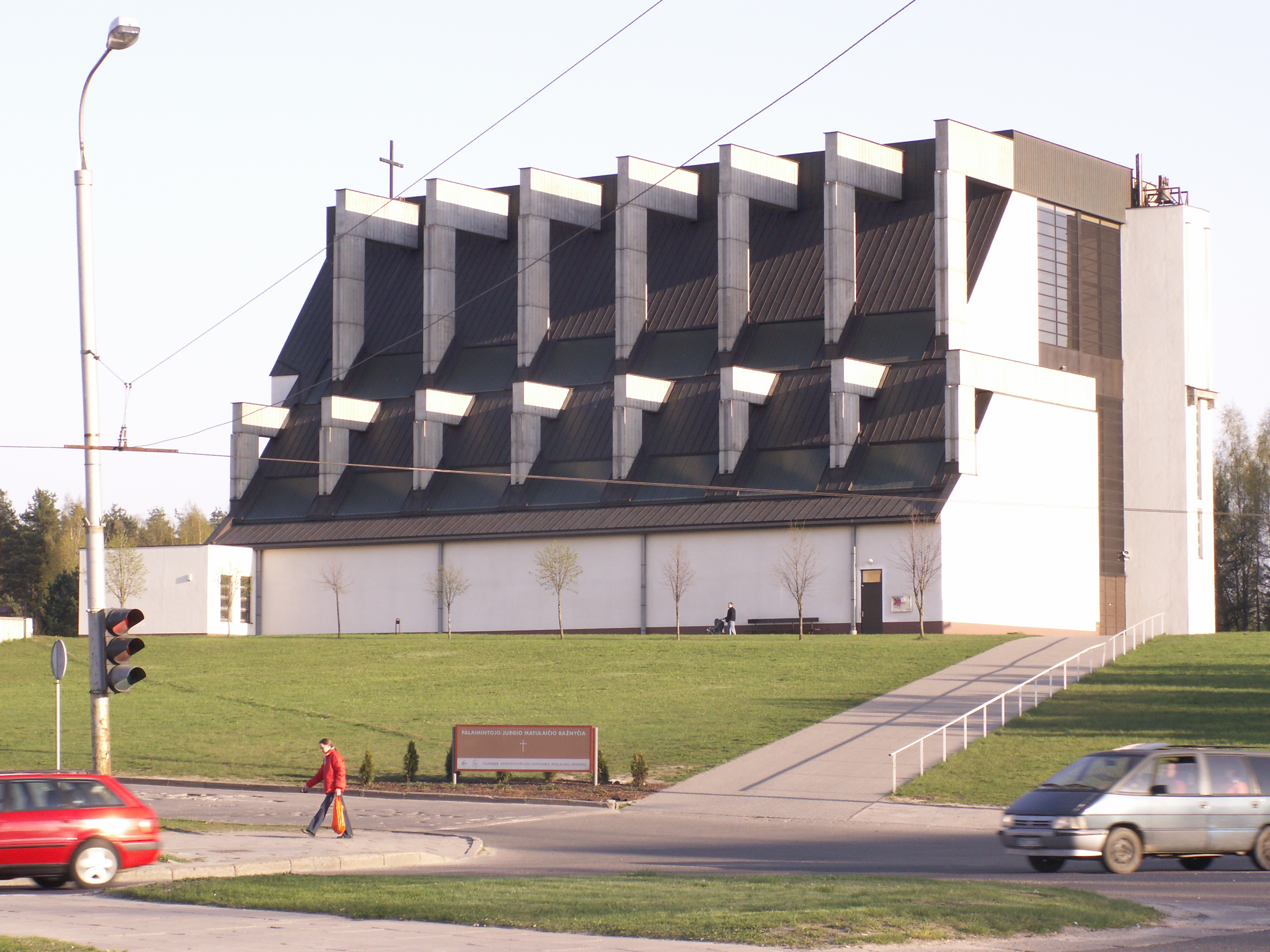
Kirche

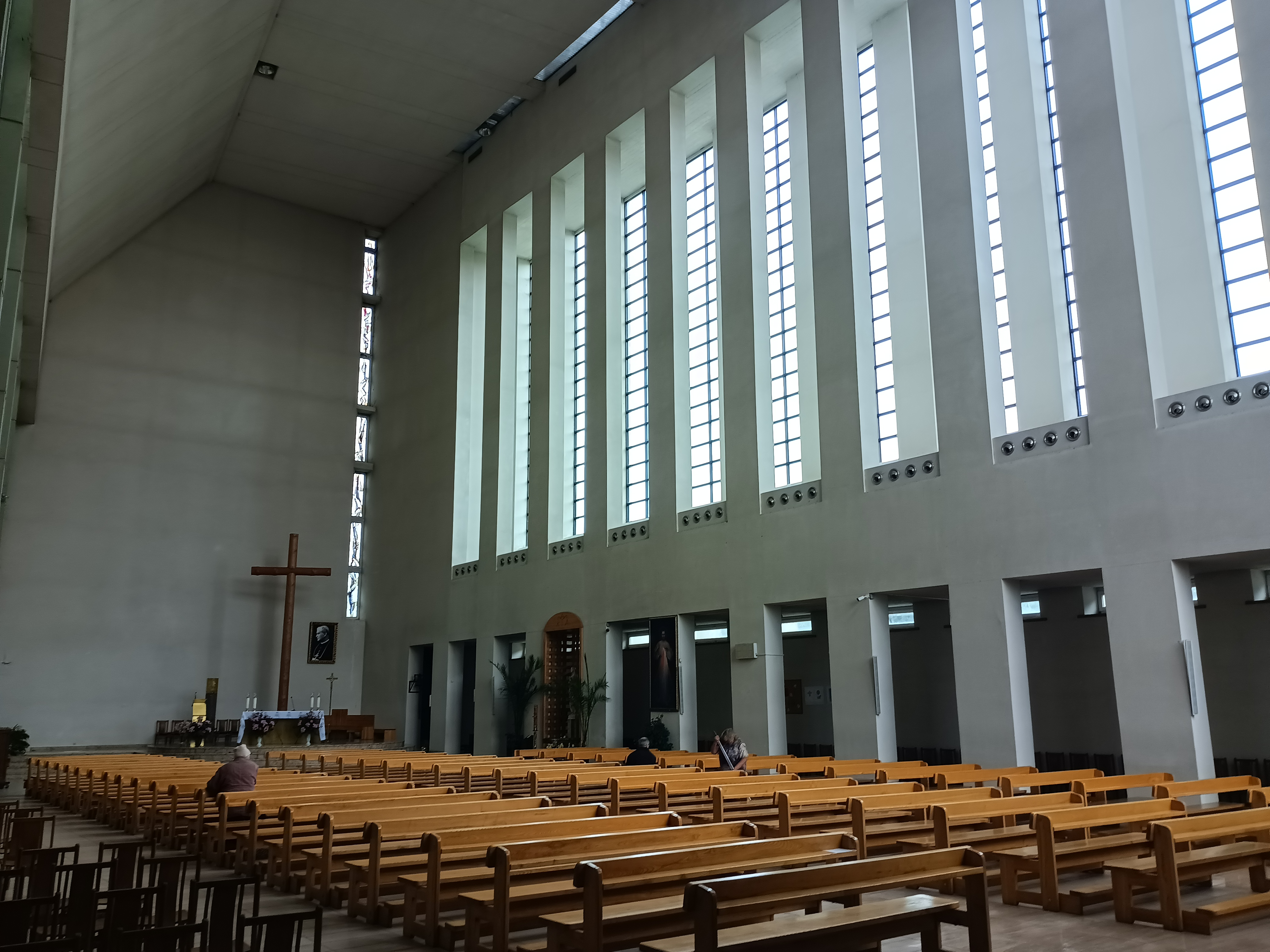
Inneres

Die römisch-katholische Kirche des seligen Jurgis Matulaitis im Stadtteil Viršuliškės im 2. Dekanat Vilnius im Erzbistum Vilnius ist eine der neuesten Kirchen der litauischen Hauptstadt. Sie ist benannt nach Jurgis Matulaitis MIC (1871–1927), dem litauischen Seligen und Erzbischof von Vilnius sowie Ordensgründer. Die Kirche befindet sich am Laisvės prospektas, am Jurgis-Matulaitis-Platz (J. Matulaičio aikštė). Die Gottesdienste finden in litauischer und polnischer Sprache statt. In der Pfarrgemeinde gibt es ein Sozialzentrum, das Zentrum für Familienhilfe und ein Bestattungshaus. Die Gemeinde wurde 1988 vom Vilniusser Erzbischof Julijonas Steponavičius (1911–1991) gegründet. Von 1991 bis Dezember 1996 baute man die Kirche. Davor gab es eine Kapelle.